# Ceratomorpha

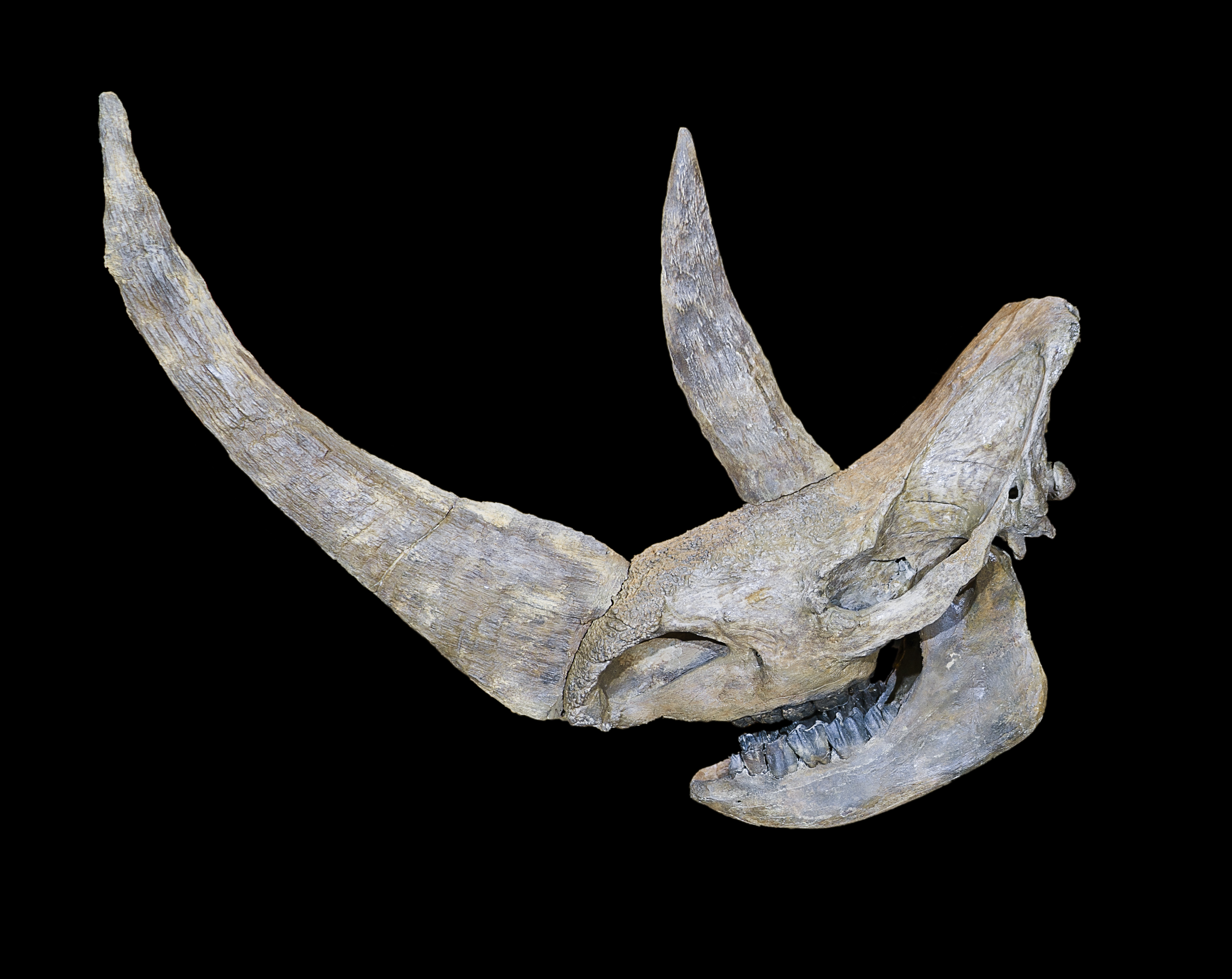
Coelodonta antiquitatis

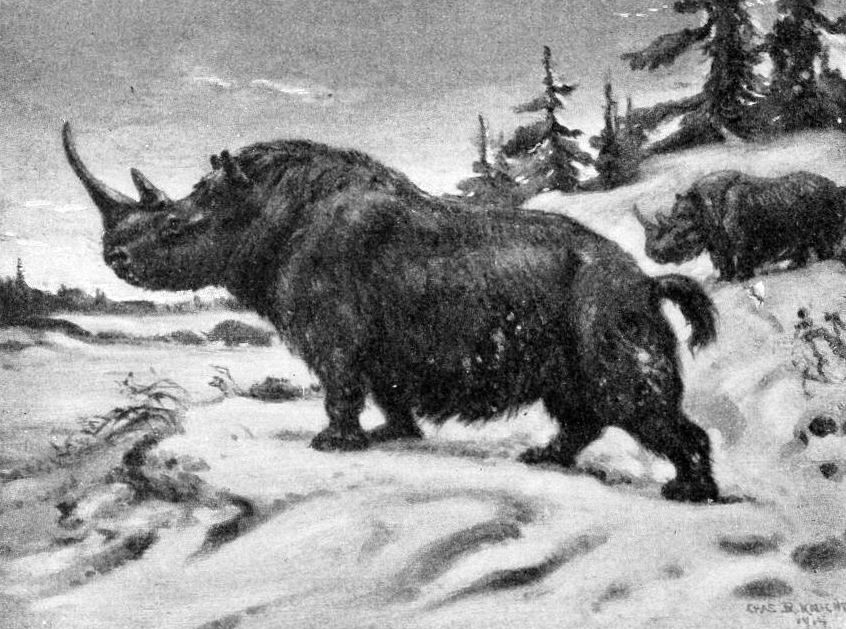
Coelodonta, el extinto rinoceronte lanudo.

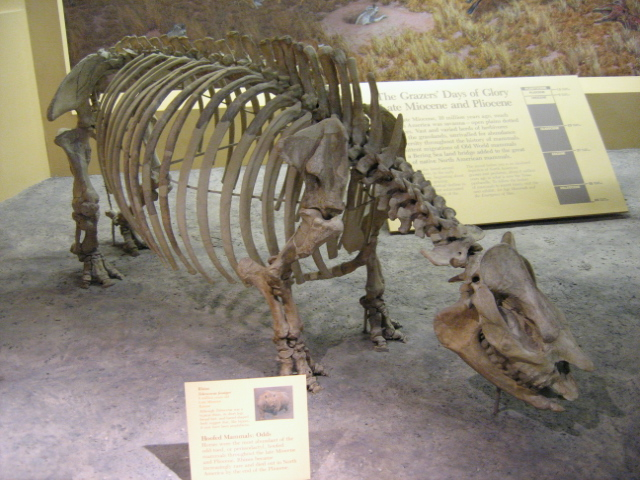
Teleoceras, un género extinto de rinoceronte.

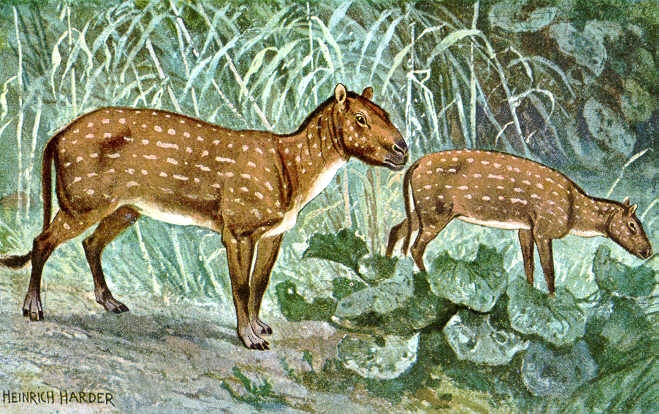
Hyracotherium, un ancestro de los ceratomorfos

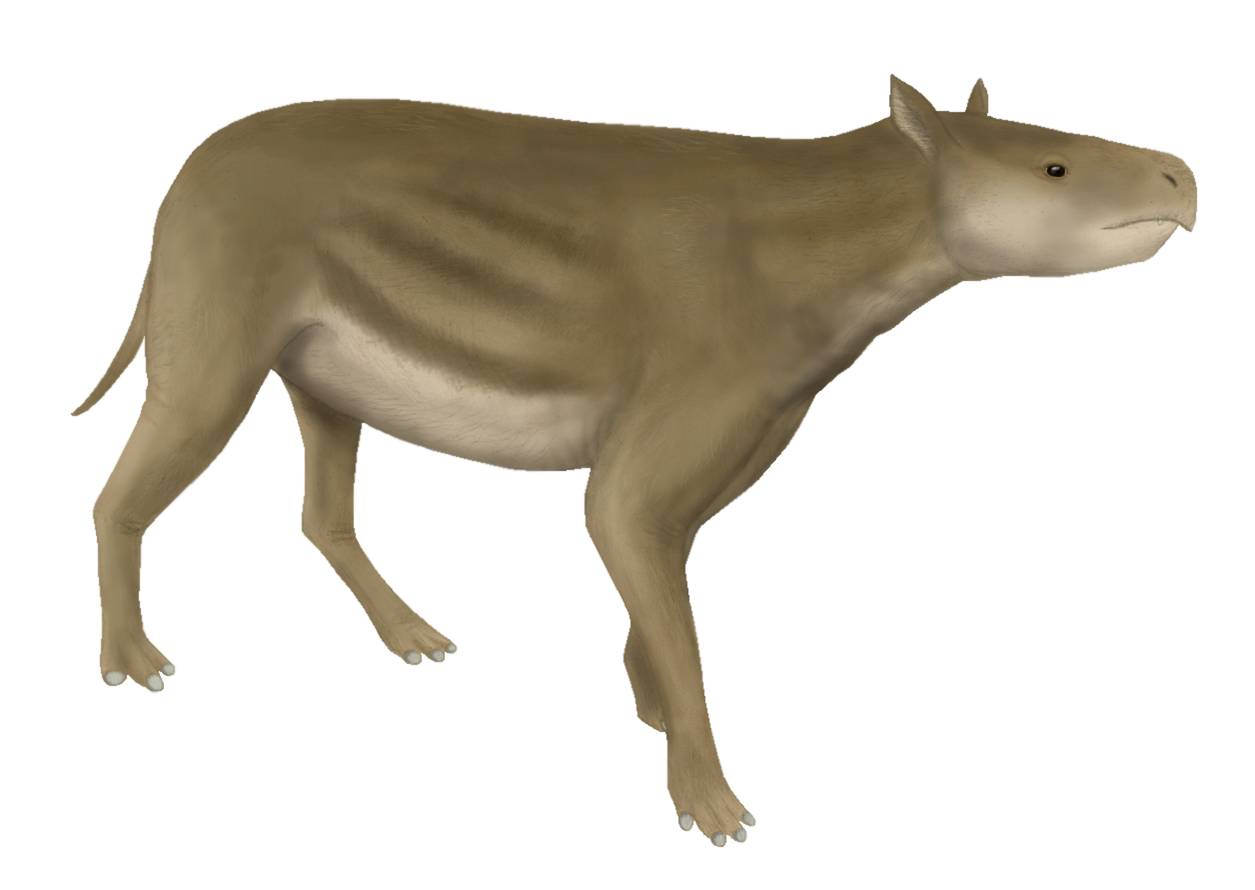
El tapiroideo Heptodon

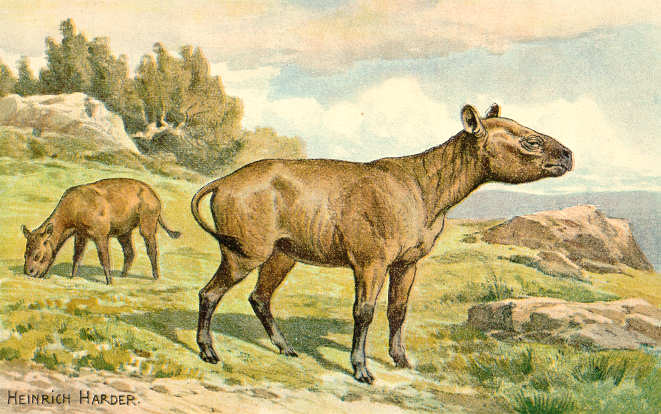
Hyracodon

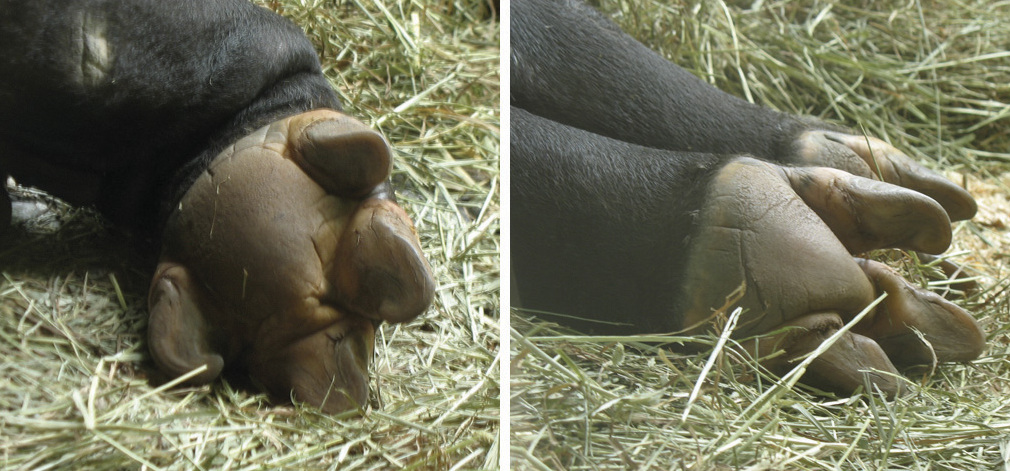
Las pezuñas de un tapir

Los ceratomorfos (Ceratomorpha, del griego: keratós, "cuerno", y morphé, "forma") son un suborden de mamíferos perisodáctilos que en la actualidad solo incluye los rinocerontes y los tapires, pero que fue muy próspero y diverso durante el Cenozoico con muchas especies de  brontoterios, calicoterios y titanoterios.

## Generalidades
Las familias de los ceratomorfos fueron muy diversas en apariencia y tamaño; algunas incluían animales gigantescos (Brontotheriidae) y extraños (Chalicotheriidae). A principios del Eoceno, hace 55 millones de años, el suborden ya estaba diversificado y ocupaba varios continentes. El mayor perisodáctilo fue un rinoceronte asiático (Paraceratherium) que, con 11 toneladas, fue más de dos veces mayor que los elefantes actuales.
Los perisodáctilos más primitivos se habían separado muy poco de los condilartros. Hyracotherium, del Eoceno tenía el tamaño de un perro pequeño. Los primeros perisodáctilos fueron ya los ceratomorfos, que se separaron en los clados Tapiromorpha y Selenida; posteriormente de tapiromorpha se separó Equus.
Los uintaterios un género extinto de mamíferos del orden Dinocerata y los numerosos embritópodos, Paenungulatas y meridiungulados (Xenungulata, Litopterna) con aspecto de tapir, caballo o rinoceronte no están relacionados con los ceratomorfos, siendo su aspecto consecuencia de la evolución convergente.

## Historia evolutiva
Ceratomorpha son un grupo que como integrantes vivos tiene a las antas (Tapiridae) y rinocerontes (Rhinocerotidae). 
Se diferencia de los Euperissodactyla, grupo derivado de los ceratomorfos, en que los Euperissodactyla solían ser gregarios y su tendencia evolutiva se caracterizaba por la reducción del número de dedos en las extremidades y la aparición de un casco central. La mayoría de los Ceratomorpha eran de hábitos solitarios formando grupos a lo sumo de la madre con las crías, excepto por raras excepciones de rinocerontes gregarios semejantes al Hyracotherium. 
Hyracotherium de la familia Palaeotheriidae es considerado un ancestro de Selenida,  Tapiromorpha e Hippomorpha. Se trata de un animal cuadrúpedo del Eoceno, hace de 60 a 45 millones de años. Era un pequeño herbívoro del tamaño de un zorro, tenía cuatro dedos en las patas delanteras y tres en las traseras, protegidos por pezuñas, siendo el central más largo, como en los antas actuales. Se parecía al condilartro Phenacodus; tenía una dentición completa, con premolares trituberculados y molares cuadrados bunodontos con dos crestas transversales. La locomoción, en las formas primitivas, era digitígrada.
La familia helalétidos del Eoceno, era muy similar a los tapires actuales. Eran animales más pequeños y aún no habían desarrollado la probóscide.
Los  tapires evolucionaron en Norteamérica. La familia tapíridos se extendió durante el Mioceno por Eurasia (Europa, India,  China y península  Indochina, hasta la isla de Java) y América del Norte, donde estuvo a punto de extinguirse en el Plioceno debido a la reducción paulatina de la masa forestal. Por suerte para los tapires, Sudamérica se unió a Norteamérica hace 3 millones de años, otorgándoles una "vía de escape" hacia las grandes selvas del sur. Se trata de animales bastante primitivos, los primeros representantes fósiles de la familia se encuentran ya en el Eoceno de Eurasia, hace unos 55 millones de años, donde se observan algunas características que estaban presentes también en los antiguos ancestros, Hyracotherium, de sus parientes actuales. Los pies presentan cuatro dedos en las patas delanteras y tres en las traseras.
Los brontotéridos (Brontotheriidae) o titanotéridos (Titanotheriidae) son una familia extinta de hace entre 56 y 34 millones de años, desde inicios hasta finales del Eoceno. Tenían aspecto de rinoceronte, pero no lo eran, sino que estaban más próximos a los extintos calicoterios, con los que estaban filogenéticamente relacionados. Vivieron hace entre 56-34 millones de años, todo el Eoceno y la primera mitad del Oligoceno, en América del Norte y el este de Asia. En 15 millones de años vivieron 40 tipos diferentes, evolucionados de animales pequeños semejantes a Hyracotherium; ramoneaban la vegetación blanda del bosque. Perecieron al tornarse el clima más seco y empezar a surgir bosques más abiertos y sabanas. Sus cuernos eran óseos y recubiertos de piel.
Los calicotéridos (Chalicotheriidae), que abandonaron la posición cuadrúpeda  vivieron desde hace 45 millones hasta hace 3,5 millones de años. Por esto se les clasificaba en el suborden de los ancilópodos. Desarrollaron unas garras enormes y eran incapaces de correr Eran ramoneadores en los bosques y es posible que se pusiesen de pie sobre sus patas traseras para alcanzar las ramas más altas. Es posible que viviesen hasta épocas recientes. Aparecen unos animales parecidos a calicoterios en tumbas siberianas del siglo V antes de cristo y su descripción coincide con el "oso nandi" de los bosques de Kenia.
Los rinocerontes parecen haber evolucionado en Asia a partir de animales similares al tapir y luego haber recolonizado América durante el Eoceno Medio, hace unos 45 millones de años. Existieron 15 o 16 familias, de las cuales solo tres sobreviven en la actualidad.
Los miembros de la familia Rhinocerotidae se diferenciaron de otros perisodáctilos a principios del Eoceno; se han encontrado fósiles de Hyrachyus eximus en el norte de América fechados en ese periodo. Este pequeño antecesor sin cuerno parecía más un tapir o un caballo pequeño que un rinoceronte. Durante el final del periodo Eoceno se desarrollaron tres familias, a veces incluidas en la superfamilia Rhinocerotoidea, Hyracodontidae, Amynodontidae y Rhinocerotidae.
Los Hyracodontidae, también llamados "rinocerontes corredores", presentaban adaptaciones para la velocidad en carrera y se habrían parecido más a los caballos que a los actuales rinocerontes. Los hiracodóntidos más pequeños tenían el tamaño de un perro mediano; el mayor, Indricotherium, desprovisto de cuernos, se cree que habría sido el mayor mamífero terrestre en pisar el planeta, con siete metros de altura, diez de longitud, y un peso de unas 15 t. Como las jirafas, se alimentaba de las hojas de los árboles, y se extendió por todo el continente euroasiático durante el Eoceno Medio hasta el Mioceno Inferior.
La familia de los Amynodontidae, también conocidos como "rinocerontes acuáticos", se dispersó por todo el norte de América y el continente euroasiático desde el Eoceno Superior hasta el Oligoceno Inferior. Los amynodóntidos eran similares a los hipopótamos en ecología y apariencia, habitando ríos y lagos, y compartiendo con ellos la mayoría de sus adaptaciones a la vida acuática.
La familia de la que forman parte todos los rinocerontes modernos, Rhinocerotidae, apareció por primera vez en el Eoceno tardío en Eurasia. Los primeros miembros de la familia eran pequeños y numerosos; por lo menos 26 géneros vivieron en Eurasia y América del Norte, hasta que una oleada de extinciones en el Oligoceno Medio acabó con la mayoría de las especies menores. Sin embargo, sobrevivieron varios linajes independientes, como Menoceras, un rinoceronte del tamaño de un cerdo con dos cuernos situados a un lado y otro de la cabeza, o el Teleoceras norteamericano, de patas cortas y cuerpo rechoncho, que vivió hace 5 millones de años. Los últimos rinocerontes del continente americano se extinguieron en el Plioceno.
Se cree que los rinocerontes modernos se dispersaron por Asia a partir del Mioceno. Dos especies sobrevivieron a la glaciación más reciente y habitaron en Europa hasta hace apenas 10 000 años. El rinoceronte lanudo (Coelodonta antiquitatis) apareció en China hace un millón de años, y llegó a Europa hace unos 600.000. Junto con el mamut lanudo, sobrevivió a la última glaciación, y ambos se hicieron numerosos en Eurasia, pero finalmente fueron cazados hasta la extinción por los primeros seres humanos. Otra especie de rinoceronte de gran tamaño,  Elasmotherium sibiricum, conocido también como el "unicornio gigante", medía dos metros de altura, cinco de longitud y pesaba unas 5 t, contaba con un enorme y único cuerno y podía correr como un caballo.
De las especies aún existentes, el rinoceronte de Sumatra es la más arcaica, con unos 15 millones de años de antigüedad. Estaba emparentado de cerca con el rinoceronte lanudo, pero no con ninguna otra de las especies actuales. El rinoceronte indio y el de Java son parientes cercanos, miembros de un linaje de rinoceronte asiático más reciente, originado hace entre 2 y 4 millones de años.
El origen de las dos especies de rinoceronte africano actuales puede atribuirse al ancestro Ceratotherium neumayri, de finales del Mioceno. Ambos linajes se separaron a principios del Plioceno, con la aparición de fósiles del más probable antecesor del rinoceronte negro, Diceros praecox De hecho, las especies africanas están tan próximas que pueden aparearse y reproducirse con éxito entre sí.[cita requerida]

## Taxonomía
La siguiente clasificación (hasta el nivel de familia) está basada en el estudio de Mckenna & Bell (1997).
Los ceratomorfos incluyen dos superfamilias y numerosos géneros, algunos de ellos de posición dudosa. En la actualidad solo sobreviven cuatro géneros en la familia Rhinocerotidae y uno en Tapiridae. Los grupos extintos de brontoterios, algunos de los cuales se denominan  titanoterios, y los calicoterios agrupados en la familia ancilópodos, se clasifican en ceratomorfos.
Esta nueva clasificación se debe a diferentes concepciones filogenéticas con las del pasado y por la gran cantidad de nuevos descubrimientos paleontológicos que han aumentado el conocimiento sobre la historia evolutiva del grupo. Clasificación establecida por Hooker, 2004. 
Es el taxón hermano de los hipomorfos, que incluye una única familia, la de los équidos, que incluye solo a los  caballos y sus parientes próximos, tanto actuales como extinguidos.

Cladograma que muestra las posibles relaciones filogenéticas de algunos ungulados, incluido el ungulado carnívoro Mesonix

Orden Perissodactyla
- Suborden Ceratomorpha

Clado Selenida
Superfamilia Brontotheroidea
Familia Anchilophidae †
Familia Lambdotheriidae †
Familia Brontotheriidae †
Superfamilia Chalicotheroidea †
Familia Chalicotheriidae †
Clado Tapiromorpha
?Mesolambdolophus †
Superfamilia Rhinocerotoidea
?Hyrachyus †
Familia Amynodontidae †
Familia Hyracodontidae †
Familia Rhinocerotidae
Superfamilia Tapiroidea
Familia Isectolophidae †
Familia Helaletidae †
Familia Lophiodontidae †
Familia Deperetelidae †
Familia Tapiridae